# Bireun Meunasah Capa
Bireun Meunasah Capa is een bestuurslaag in het regentschap Bireuen van de provincie Atjeh, Indonesië. Bireun Meunasah Capa telt 3156 inwoners (volkstelling 2010).